# Batman & Robin (игра)
Batman & Robin (с англ. — «Бэтмен и Робин») — видеоигра, созданная по мотивам одноименного фильма.

## Сюжет
Бэтмен и Робин противостоят двум злодеям, напавшим на Готэм: Мистеру Фризу и Ядовитому Плющу, первый хочет заморозить город, вторая заполнить его токсинами.

## Игровой процесс
Играть придётся Бэтменом, Робином и Бэтгёрл. Используется 6 типов Бэтмобилей.

## Разработка
Изначально Acclaim планировали выпустить «Batman & Robin» в третьем квартале 1997 года, чтобы совпасть с выходом одноимённого фильма на экраны.

## Восприятие
| Сводный рейтинг    | Сводный рейтинг |
| Агрегатор          | Оценка          |
| ------------------ | --------------- |
| GameRankings       | 47,37 %         |
| Иноязычные издания |                 |
| Издание            | Оценка          |
| AllGame            | [ 4 ]           |
| EGM                | 2,375/10        |
| Game Informer      | 5/10            |
| GameSpot           | 5,7/10          |
| IGN                | 5/10            |
| Next Generation    | [ 9 ]           |
| OPM                | [ 10 ]          |
| CNG                | 4/10            |
| OPMUK              | 6/10            |
| CP                 | 75 %            |

Как и фильм, игра провалилась в продажах и получила отрицательные отзывы критиков. Рецензент IGN сказал: «Вы можете купить эту игру только в том случае, если вы фанат Бэтмена, а не потому, что это хорошая игра». Он поставил пять баллов из десяти. Валерий Корнеев, обозреватель «Великого Dракона», отметил что игра «очень сложная для оценки» из-за большого количества минусов, при этом похвалив её «атмосферу».